# Amphoe Mueang Mae Hong Son

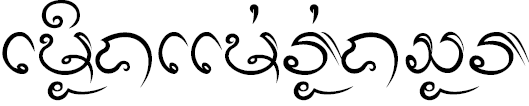
„Mueang Mae Hong Son“ in Lanna-Schrift

Amphoe Mueang Mae Hong Son (Thai: อำเภอเมือง แม่ฮ่องสอน) ist ein Landkreis (Amphoe – Verwaltungs-Distrikt) in der Provinz Mae Hong Son. Die Provinz Mae Hong Son liegt in der Nordregion von Thailand. Die Hauptstadt des Landkreises heißt Mae Hong Son.

## Geographie
Benachbarte Landkreise (von Norden im Uhrzeigersinn): die Amphoe Pang Mapha und Pai der Provinz Mae Hong Son, die Amphoe Galyani Vadhana und Mae Chaem der Provinz Chiang Mai, Amphoe Khun Yuam wieder in der Provinz Mae Hong Son sowie der Kayah-Staat von Myanmar.

## Geschichte
Ursprünglich gehörte Mae Hong Son zum Reich Lan Na. Die Gegend war später zwischen Birma und Thailand umstritten, infolge ihrer Lage aber nie Ort größerer Auseinandersetzungen.
Am 10. Mai 1910 wertete das Innenministerium Mueang Mae Hong Son zu einer Stadt vierter Klasse des Monthon Phayap auf. Sie bestand seinerzeit aus den vier Distrikten Mueang Mae Hong Son, Mueang Yuam (heute Amphoe Mae Sariang), Pai und Khun Yuam.
1917 wurde der Bezirk von Mueang in Muai To (ม่อยต่อ) umbenannt. 1938 wurde er in Mueang Mae Hong Son umbenannt. Im Jahr 1987 wurde der nordöstliche Teil des Kreises abgespalten, um daraus den neuen Landkreis Pang Mapha zu erschaffen.

## Verkehr
Mae Hong Son verfügt über einen Regionalflughafen.

## Verwaltung

### Provinzverwaltung
Der Landkreis Mueang Mae Hong Son ist in sieben Tambon („Unterbezirke“ oder „Gemeinden“) eingeteilt, die sich weiter in 68 Muban („Dörfer“) unterteilen.
| Nr. | Name         | Thai     | Muban | Einw.  |
| --- | ------------ | -------- | ----- | ------ |
| 01. | Chong Kham   | จองคำ    | 0-    | 06.575 |
| 02. | Huai Pong    | ห้วยโป่ง   | 15    | 06.947 |
| 03. | Pha Bong     | ผาบ่อง    | 12    | 09.560 |
| 04. | Pang Mu      | ปางหมู    | 13    | 14.899 |
| 05. | Mok Champae  | หมอกจำแป่ | 09    | 07.030 |
| 06. | Huai Pha     | ห้วยผา    | 08    | 05.447 |
| 09. | Huai Pu Ling | ห้วยปูลิง   | 11    | 03.124 |

### Lokalverwaltung
Es gibt eine Kommune mit „Stadt“-Status (Thesaban Mueang) im Landkreis:
- Mae Hong Son (Thai: เทศบาลเมืองแม่ฮ่องสอน) bestehend aus dem kompletten Tambon Chong Kham.

Außerdem gibt es sechs „Tambon-Verwaltungsorganisationen“ (องค์การบริหารส่วนตำบล – Tambon Administrative Organizations, TAO)
- Huai Pong (Thai: องค์การบริหารส่วนตำบลห้วยโป่ง) bestehend aus dem kompletten Tambon Huai Pong.
- Pha Bong (Thai: องค์การบริหารส่วนตำบลผาบ่อง) bestehend aus dem kompletten Tambon Pha Bong.
- Pang Mu (Thai: องค์การบริหารส่วนตำบลปางหมู) bestehend aus dem kompletten Tambon Pang Mu.
- Mok Champae (Thai: องค์การบริหารส่วนตำบลหมอกจำแป่) bestehend aus dem kompletten Tambon Mok Champae.
- Huai Pha (Thai: องค์การบริหารส่วนตำบลห้วยผา) bestehend aus dem kompletten Tambon Huai Pha.
- Huai Pu Ling (Thai: องค์การบริหารส่วนตำบลห้วยปูลิง) bestehend aus dem kompletten Tambon Huai Pu Ling.